# Linea Nagahori Tsurumi-ryokuchi
La linea Nagahori Tsurumi-ryokuchi (長堀鶴見緑地線?, Nagahori Tsurumi-ryokuchi-sen), anche chiamata linea 7 o linea N in quanto le stazioni della linea iniziano con la lettera N, è una delle linee della metropolitana di Osaka, nella città di Osaka, in Giappone. È la prima linea costruita in Giappone dotata di motore lineare, ed è dotata di porte di banchina di sicurezza lungo tutto il suo percorso.

## Fermate
| Codice | Stazione            | Giapponese         | Distanza intermedia | Distanza totale | Collegamenti                                                                                    | Posizione     | Posizione |
| ------ | ------------------- | ------------------ | ------------------- | --------------- | ----------------------------------------------------------------------------------------------- | ------------- | --------- |
| N11    | Taishō              | 大正               | -                   | 0.0             | West Japan Railway Company: Linea Circolare di Ōsaka                                            | Taishō-ku     | Osaka     |
| N12    | Dome-mae Chiyozaki  | ドーム前千代崎     | 0.6                 | 0.6             | Ferrovie Hanshin: Linea Hanshin Namba                                                           | Nishi-ku      | Osaka     |
| N13    | Nishi-Nagahori      | 西長堀             | 1.6                 | 1.0             | Metropolitana di Osaka: Linea Sennichimae                                                       | Nishi-ku      | Osaka     |
| N14    | Nishiōhashi         | 西大橋             | 0.6                 | 2.2             |                                                                                                 | Nishi-ku      | Osaka     |
| N15    | Shinsaibashi        | 心斎橋             | 0.5                 | 2.7             | Metropolitana di Osaka: Linea Midōsuji Linea Yotsubashi (stazione di Yotsubashi)                | Chūō-ku       | Osaka     |
| N16    | Nagahoribashi       | 長堀橋             | 0.7                 | 3.4             | Metropolitana di Osaka: Linea Sakaisuji                                                         | Chūō-ku       | Osaka     |
| N17    | Matsuyamachi        | 松屋町             | 0.6                 | 4.0             |                                                                                                 | Chūō-ku       | Osaka     |
| N18    | Tanimachi Rokuchōme | 谷町六丁目         | 0.4                 | 4.4             | Metropolitana di Osaka: Linea Tanimachi                                                         | Chūō-ku       | Osaka     |
| N19    | Tamatsukuri         | 玉造               | 1.3                 | 5.7             | West Japan Railway Company: Linea Circolare di Ōsaka                                            | Tennōji-ku    | Osaka     |
| N20    | Morinomiya          | 森ノ宮             | 1.0                 | 6.7             | Metropolitana di Osaka: Linea Chūō West Japan Railway Company: Linea Circolare di Ōsaka         | Chūō-ku       | Osaka     |
| N21    | Osaka Business Park | 大阪ビジネスパーク | 1.1                 | 7.8             |                                                                                                 | Chūō-ku       | Osaka     |
| N22    | Kyōbashi            | 京橋               | 0.7                 | 8.5             | West Japan Railway Company: Linea Circolare di Ōsaka ■ Ferrovie Keihan: Linea principale Keihan | Miyakojima-ku | Osaka     |
| N23    | Gamō-Yonchōme       | 蒲生四丁目         | 1.7                 | 10.2            | Metropolitana di Osaka: Linea Imazatosuji                                                       | Jōtō-ku       | Osaka     |
| N24    | Imafuku-Tsurumi     | 今福鶴見           | 1.2                 | 11.4            |                                                                                                 | Jōtō-ku       | Osaka     |
| N25    | Yokozutsumi         | 横堤               | 1.1                 | 12.5            | Tsurumi-ku                                                                                      |               | Osaka     |
| N26    | Tsurumi-ryokuchi    | 鶴見緑地           | 1.2                 | 13.7            | Tsurumi-ku                                                                                      |               | Osaka     |
| N27    | Kadoma-minami       | 門真南             | 1.3                 | 15.0            | Kadoma                                                                                          | Kadoma        |           |